# Rodos (mesto)
Rodos (grško Ρόδος, Ródos) je glavno mesto in nekdanja občina na otoku Rodos v Dodekanezu v Grčiji. Od reforme lokalne uprave leta 2011 je del občine Rodos, katerega sedež je in občinska enota . Širše območje ima približno 90.000 prebivalcev. Rodos je bil znan že od antike kot mesto Rodoškega kolosa, enega od sedmih čudes antičnega sveta. Rodoška citadela, ki so ga zgradili Ivanovci, je eno izmed najbolje ohranjenih srednjeveških mest v Evropi, ki je bil leta 1988 vpisana na Unescov seznam svetovne dediščine. Mesto Rodos je priljubljena mednarodna turistična destinacija.

## Geografija
Mesto Rodos je na severovzhodni konici otoka in tvori trikotnik iz severa na jug. Občinska enota ima površino 19.481 km2.  To je najmanjša občinska enota otoka glede na površino z največ prebivalci. Meji na severu, vzhodu in zahodu na Egejsko morje ter na območji Ialysos in Kallithea na jugu.
Po Köppnovi klasifikaciji podnebja se uvršča med vroče poletno sredozemsko podnebje. Najnižja zabeležena temperatura je bila -3 ° C in najvišja 42 ° C.

## Zgodovina
Otok Rodos je na razpotju med Evropo, Bližnjim vzhodom in Afriko. To je mestu in otoku dalo veliko različnih identitet, kulturnih, arhitekturnih in jezikov, njegov položaj na glavnih morskih poteh je Rodosu dal bogato zgodovino. Otok je bil naseljen že okoli 4000 pr. n. št. v neolitiku.. 

### Klasično obdobje
Mesto Rodos so leta 408 pr. n. št. ustanovila mesta Ialyssos, Kamiros in Lindos in ga v času zlate dobe razvijala že tri stoletja, ko so trgovanje po morju, usposobljene ladjedelnice in odprti politiki mesto ohranjali uspešno do rimskih časov. Rodoški Kolos je zgradil lidijski kipar Hares med letoma 304 in 293 pr. n. št., delal ga je 12 let in je bil končan leta 282 pr. n. št. Kip je predstavljal boga sonca Helija, ki je stal na vhodu v pristanišče. Staro mesto je imelo dobro urejeno kanalizacijo in vodovodno omrežje, ki jo je zasnoval Hipodam iz Mileta. Močan potres je prizadel Rodos okoli leta 226 pr. n. št., ki je močno poškodoval mesto in porušil Kolos.

### Rimsko obdobje
Leta 164 pr. n. št. je bilo mesto pod rimsko upravo.  Ohranjalo je svojo lepoto in se razvilo v vodilno središče učenja umetnosti in znanosti. Rimljani so prevzeli od Rodošanov pomorski zakon in ga uporabili za svoje potrebe. Mnoge sledi rimskega obdobja še vedno obstajajo po vsem mestu in dajejo vpogled v stopnjo civilizacije v tistem času. Po Aktu 21: 1 Apostolskih del se je apostol Pavel ustavil na Rodosu ob koncu svojega tretjega misijonskega potovanja.

### Bizantinsko obdobje
V srednjem veku je bil Rodos pomembna bizantinska trgovska postojanka, prav tako tudi križišče za ladje, ki so plule med Konstantinoplom in Aleksandrijo. V zgodnjih letih razdeljenega rimskega imperija so Izavri, gorsko pleme iz Kilikije, napadli otok in požgali mesto. V 7. stoletju so ga zajeli Arabci. Slednji so odstranili razpršene kose Kolosa iz pristanišča in jih preselili v Sirijo, kjer so jih uničili, da bi izdelali kovance. Po padcu bizantinskega cesarstva po četrti križarski vojni leta 1204 je domači plemič Leo Gabalas prevzel nadzor nad otokom, a po njegovi smrti in nasledstvu njegovega brata Janeza so otok na kratko zasedli Genovežani, preden so ga vrnili cesarju Nikeje, ki je začel novo, vendar kratko bizantinsko obdobje.

### Obdobje malteških vitezov
Malteški vitezi (tudi Ivanovci ali Hospitalci) so zajeli in ustanovili svoj sedež na Rodosu, ko so zapustili Ciper  po preganjanju vitezov Templarjev leta 1307. Papež Klemen V. je potrdil, da so vitezi posedovali otok leta 1309. Vitezi so ostali na otoku naslednji dveh stoletji.
Leta 1444 je flota Mamelukov iz Egipta oblegala Rodos, vendar so vitezi, ki jim je pomagal burgundski pomorski poveljnik Geoffroy de Thoisy, odbili muslimanski napad.
Po padcu Konstantinopla leta 1453 se je Osmansko cesarstvo začelo hitro širiti in leta 1480 je sultan Mehmed začel napad na Rodos, ki ga je vodil Mesić paša. Branitelji so odvrnili turške napade tako na kopnem kot tudi v smeri proti morju, napadalci pa so po porazu zapustili otok. Poraz je ustavil sočasno invazijo na italijanski polotok s strani osmanskih sil in preprečil morebiten muslimanski vdor in nadzor nad zahodno Evropo.
Po osmanskem porazu leta 1480 je veliki mojster Pierre d'Aubusson v naslednjih nekaj desetletjih nadzoroval utrjevanje mesta. Do njegove smrti leta 1521 je imel Rodos najmočnejše utrdbe v krščanskem svetu. Vitezi so nadaljevali z napadi na ladje, ki jih usmerjali iz Rodosa na muslimanske trgovce do leta 1522, ko je novi sultan Sulejman Veličastni vodil drugo obleganje Rodosa.
Precej večje število vitezov je prevzelo obrambo mesta in povzročilo velike izgube osmanskim napadalcem. Decembra 1522 so se Vitezi in Sulejman dogovorili in vitezom je bilo dovoljeno zapustiti mesto z vsem bogastvom, ki so ga lahko nosili, v zameno pa ne bi bilo povračil za prebivalce mesta in bi jim bilo dovoljeno, da še naprej svobodno prakticirajo krščanstvo. 1. januarja 1523 so vitezi odpotovali z otoka in ga prepustili Osmanom.

### Osmansko obdobje
V osmanski dobi so bile zgrajene nove stavbe: mošeje, javne kopeli in dvorci za nove pokrovitelje. Grki so bili prisiljeni zapustiti utrjeno mesto in se preseliti v nova predmestja zunaj obzidja. Mesto je ohranilo svojo glavno gospodarsko funkcijo kot trg za kmetijske proizvode iz notranjosti otoka in okoliških manjših otokov.
Po vzpostavitvi suverenosti na otoku so Turki spremenili večino cerkva v mošeje in preoblikovali velike hiše v privatne dvorce ali javne zgradbe. Ta preobrazba je bila dolgoročen proces, ki je bil namenjen prilagajanju stavb osmanskemu načinu življenja. Fasade iz viteškega obdobja s kiparskimi dekoracijami, obokanimi vhodi in kamnitimi zidovi so bili obogateni z elementi osmanske arhitekture, prilagojene lokalnemu podnebju in kulturi. V tem procesu se je večina arhitekturnih značilnosti obstoječih stavb ohranila. Najbolj značilni dodatki so bile kopeli (po navadi na zadnji strani stavb) in zaprti leseni balkoni na fasadah v ozkih ulicah. Na ta način je bila večina stavb viteškega obdobja v srednjeveškem mestu dobro ohranjena. Rezultat je bila mešanica orientalske arhitekture s primesmi zahodnih arhitekturnih ostankov in novejše stavbe, ki so bile značilne za lokalno arhitekturo časa.
Zanimiv primer osmanske arhitekture je knjižnica Hafiza Ahmeda Agha.
V 19. stoletju je mesto bilo glavno mesto arhipelaga Eyalet, vendar je upad osmanskega cesarstva povzročil splošno zanemarjanje mesta in njegovih stavb, kar se je še poslabšalo zaradi močnih potresov, ki so pogosto prizadeli območje.

### Italijansko obdobje
Leta 1912 so italijanski vojaki prevzeli otok s preostalimi Dodekanskimi otoki in leta 1923 ustanovili italijansko posest, znano kot Italijanski otoki v Egejskem morju. 
Za očeta italijanskega Rodosa se lahko šteje italijanski arhitekt Florestano Di Fausto. V dogovoru z guvernerjem Mario Lago je bil avtor urbanističnega načrta leta 1923 in se je odločil, da bo skoraj v celoti spoštoval obzidano mesto, rušil bi le hiše, ki so bile zgrajene na in okoli obzidja v času osmanske dobe. Prav tako je spremenil judovska in osmanska pokopališča v zeleno območje okoli srednjeveškega mesta. Istočasno je zasnoval nov italijanski Rodos v coni Mandraki, načrtoval vrtno mesto in zgradil ob glavnem sprehajališču stavbe, kot so Trg, stolnica sv. Janeza vitezov, guvernerjeva palača. Vse te stavbe so bile zasnovane v eklektičnem slogu, z mešanico osmanskega, beneškega, renesančnega in lokalnega elementa. Italijani so ohranili tisto, kar je ostalo od viteškega obdobja in uničili vse osmanske stavbe. Prav tako so rekonstruirali palačo Velikega mojstra. Poleg tega je bil ustanovljen Inštitut za študij zgodovine in kulture v regiji, za posodobitev Rodosa pa je bilo opravljeno veliko infrastrukturnih del.

### Po drugi svetovni vojni
Britanske bombe, ki so padle na srednjeveško mesto Rodos leta 1944, so zahtevale človeška življenja in uničile veliko stavb, kar je povzročilo velike vrzeli v urbanih tkivih. Ena od prvih uredb grške uprave je določila tista področja, ki so bila rezervirana za prihodnja izkopavanja in številne stavbe kot zaščitene stavbe. Julija 1944 so nacisti odredili deportacijo več kot 1600 Judov iz Rodosa, vključno z moškimi, ženskami in otroki, od katerih je bilo 1200 ubitih v Auschwitzu. 
Leta 1957 je bil z Odlokom odobren nov mestni načrt, leta 1960 pa je bilo celotno srednjeveško mesto določeno kot zaščiten spomenik Ministrstva za kulturo. Leta 1961 in 1963 so izdali nove uredbe o novem mestnem načrtu. Zagotovili so širitev obstoječih ulic in odpiranje novih. Te niso bile izvedene v starem mestu zaradi nasprotovanja Arheološke službe. Leta 1988 je bilo staro mestno jedro uvrščeno na Unescov seznam svetovne dediščine staro mesto Rhodes

## Znamenitosti
V mestu so številne znamenitosti. Nekatere od njih izhajajo iz antike, večina drugih je iz obdobja vitezov.
- Palača velikega mojstra (15. stoletje)
- Viteška ulica
- La Juderia, vključno s sinagogo Kahal Shalom
- Rodoška akropola
- Mošeja Sulejmana Veličastnega
- Srednjeveško obzidje, nastalo sredi 14. stoletja na starejši liniji in predelano po osmanskem obleganju leta 1480 in potresu naslednjega leta. Leta 1522 je Sulejman vstopil v mesto pri vratih svete Anastazije
- Gotske stavbe v zgodovinskem zgornjem mestu.
- V zadnjem času je bilo izkopano bizantinsko pristanišče, ki je odkrilo edinstvene srednjeveške razbitine.
- Stolnica svetega Frančiška Asiškega

## Pobratena mesta
Rodos je pobraten z:
| - Ávila, Španija - New Braunfels, ZDA - Conches-en-Ouche, Francija - Grčija, New York, ZDA - Jalta, Ukrajina - Limassol, Ciper | - Perth, Avstralija - Puebla, Mehika - Rhode Island, ZDA - Roses, Girona, Španija - Valletta, Malta - Visby, Švedska - Pisa, Italija |